# Henrik Jæger
Henrik Jæger (Bergen, 4 de enero de 1854 - 17 de diciembre de 1895) fue un historiador literario, crítico literario y dramaturgo noruego.

## Familia
Era hijo del fabricante de velas Herman Jæger (1824–1871) y Birgitte Pedersen. Fue sobrino de Tycho Jæger. En junio de 1881 se casó con Marie Louise Holstad (1853–1931), y su hija Dagmar Helene Jæger (1889–1979) se casó con Olaf Gjerløw.
Es conocido por sus primeras monografías sobre Henrik Ibsen y por escribir la primera gran historia literaria noruega, Illustreret norsk Literaturhistorie (1896). Entre sus obras de teatro se encuentran Løse Fugle y Arvegods.
En 1884 fue cofundador de la Asociación Noruega por los Derechos de las Mujeres.

## Obras
Para el 60 cumpleaños de Henrik Ibsen, Jæger publicó un festschrift, que es la primera monografía extensa sobre Ibsen. En 1892 comenzó la publicación de su obra más importante: "Historia ilustrada de la literatura noruega" (3 volúmenes, completada por Otto Anderssen tras la muerte del autor). Esta obra voluminosa es testimonio de la diligencia y el conocimiento versátil de Jæger sobre el mundo del libro noruego-danés, aunque la presentación de muchos detalles resulta desigual y confusa; las descripciones más valiosas son las de Holberg, Wergeland y Welhaven.
Entre otros escritos de Jæger se encuentran "Una vieja historia de amor", una representación semi-novelesca de las vidas de P. A. Heiberg y la señora Gyllembourg; "Bergen y los bergenseres"; "Kristiania y los kristianieres", así como "Mixed pickles", una colección de folletines literarios.
De 1880 a 1883, Jæger fue consultor artístico del Teatro de Christiania, y de 1888 a 1889, director de escena del Teatro de Bergen; en relación con esto, se puede mencionar que escribió un par de pequeñas obras de teatro, "Aves errantes" y "Herencia". Fue cofundador de la Asociación Noruega para los Derechos de la Mujer en 1884.

### Obras seleccionadas
- Henrik Ibsen 1828–1888. Et litterært Livsbillede (1888)
- Illustreret norsk Literaturhistorie (1896; 3 volúmenes; terminado por Otto Anderssen después de la muerte de Jæger)
- Litteraturhistoriske pennetegninger (1878)
- Norske forfattere (1883)
- Henrik Ibsen. 1828-1888. Et literært Livsbillede (1888)
- Bergen og Bergenserne (1889)
- Kristiania og Kristianenserne (1890)
- Henrik Ibsen og hans verker (1892)